# Jacques Simon
Jacques Simon (25. března 1941 Omonville-la-Rogue - 5. prosince 2017 Valognes) byl francouzský fotbalista, útočník. V sezóně 1964/1965 byl nejlepším střelcem francouzské Ligue 1.

## Fotbalová kariéra
Začínal v UST Equeurdreville a AS Cherbourg. Ve francouzské Ligue 1 hrál za FC Nantes, FC Girondins de Bordeaux a Red Star FC, nastoupil ve 301 ligových utkáních, dal 98 gólů a s FC Nantes získal dva mistrovské tituly. V Poháru mistrů evropských zemí nastoupil v 6 utkáních a dal 2 góly, v Poháru vítězů pohárů nastoupil ve 2 utkáních a ve Veletržním poháru nastoupil ve 2 utkáních. Za reprezentaci Francie nastoupil v letech 1963-1969 v 15 utkáních a dal 1 gól. Byl členem francouzské reprezentace na Mistrovství světa ve fotbale 1966, nastoupil ve 2 utkáních.

## Ligová bilance
| Ročník            | Zápasy | Góly | Klub                     |
| ----------------- | ------ | ---- | ------------------------ |
| Ligue 2 1960/1961 | 26     | 5    | AS Cherbourg             |
| Ligue 2 1961/1962 | 33     | 7    | AS Cherbourg             |
| Ligue 2 1962/1963 | 28     | 4    | AS Cherbourg             |
| Ligue 1 1963/1964 | 32     | 11   | FC Nantes                |
| Ligue 1 1964/1965 | 32     | 24   | FC Nantes                |
| Ligue 1 1965/1966 | 30     | 14   | FC Nantes                |
| Ligue 1 1966/1967 | 31     | 12   | FC Nantes                |
| Ligue 1 1967/1968 | 31     | 12   | FC Nantes                |
| Ligue 1 1968/1969 | 31     | 14   | FC Girondins de Bordeaux |
| Ligue 1 1969/1970 | 29     | 4    | FC Girondins de Bordeaux |
| Ligue 1 1970/1971 | 34     | 5    | Red Star FC              |
| Ligue 1 1971/1972 | 26     | 1    | Red Star FC              |
| Ligue 1 1972/1973 | 26     | 1    | Red Star FC              |
| CELKEM Ligue 1    | 301    | 98   |                          |